# Norderåssjön
Norderåssjön är en sjö i Östersunds kommun i Jämtland och ingår i Indalsälvens huvudavrinningsområde. Sjön har en area på 0,458 kvadratkilometer och ligger 356 meter över havet. Sjön avvattnas av vattendraget Noret.

## Delavrinningsområde
Norderåssjön ingår i det delavrinningsområde (703947-145425) som SMHI kallar för Utloppet av Norderåssjön. Medelhöjden är 392 meter över havet och ytan är 12,63 kvadratkilometer. Det finns inga avrinningsområden uppströms utan avrinningsområdet är högsta punkten. Noret som avvattnar avrinningsområdet har biflödesordning 3, vilket innebär att vattnet flödar genom totalt 3 vattendrag innan det når havet efter 212 kilometer. Avrinningsområdet består mestadels av skog (77 procent). Avrinningsområdet har 0,46 kvadratkilometer vattenytor vilket ger det en sjöprocent på 3,6 procent.